# Ławeczka Williama Heerleina Lindleya w Warszawie
Ławeczka Williama Heerleina Lindleya – pomnik w formie ławeczki odsłonięty 7 maja 2011 w Multimedialnym Parku Fontann na skwerze 1 Dywizji Pancernej WP w Warszawie. 

## Opis
Autorem pomnika jest poznański rzeźbiarz Norbert Sarnecki przy współpracy Anny Sarneckiej.
Pomnik, odsłonięty w 125. rocznicę działalności  Miejskiego Przedsiębiorstwa Wodociągów i Kanalizacji w Warszawie, przedstawia zasłużonego dla powstania i rozwoju miejskich wodociągów Williama Heerleina Lindleya. 
Projekt pomnika został wybrany drogą konkursu ogłoszonego 28 stycznia 2011 roku.
Zamiast zastosować jako wzór zwykłą ławkę ogrodową, autor pomnika skonstruował ławkę z dwóch pomp oraz rur wodociągowych tworzących siedzisko i oparcie ławki. Lindley zamiast usiąść na ławce, stoi obok opierając się na zaworze wodociągowym. 